# Amalia Ulman
Amalia Ulman (Buenos Aires, 1989) es una artista multidisciplinaria argentino-española, nacida en Buenos Aires, con residenciada en Los Ángeles, que entre sus prácticas incluye presentación artística, instalación, videoarte y arte de Internet. 

## Biografía
Ulman nació en Buenos Aires, Argentina en 1989 y fue criada en Gijón, en la comunidad autónoma española de Asturias, después de emigrar con su familia. En 2009 dejó España para estudiar en la Central Saint Martins de Londres donde se graduó en 2011. En 2013 sufrió un accidente de tránsito que dejó su pierna izquierda con incapacidad permanente.
Ulman vive y trabaja en Los Ángeles, desde que se mudó allí en 2014.

## Trabajo
Las obras de Ulman versan sobre asuntos de clase, género, y sexualidad, particularmente estética middlebrow, un tipo de arte referido a aquel destinado a obtener clase o prestigio social.
A lo largo de los años ha presentado varias exposiciones. En 2012 presentó Profit | Decay, una exposición con Katja Novitskova en la galería Arcadia Missa de Londres. En abril de 2013 presentó su primer ensayo en formato de vídeo intitulado Buyer, Walker, Rover a través de videoconferencia transmitida en los Archivos Estatales Regionales en Gotemburgo.
En 2014 tuvo dos exposiciones individuales en Los Ángeles: Used & New (Usado y Nuevo) y Delicious Works (Obras deliciosas), y otra exposición individual llamada Baby Footprints Crow’s Feet (Huellas de bebé, Pies de cuervo), presentada en Ellis King, Dublín.
Como parte de su práctica de Net Art, Ulman empezó en 2014 la obra Excellences & Perfections (Excelencias y Perfecciones) en su cuenta de Instagram, la cual consistió en un personaje ficticio cuya historia se desdoblaba en tres episodios diferentes, presentándose como tres diferentes personas: una chica linda, una joven en busca de un amante viejo y adinerado, y finalmente una 'diosa de vida'. Con esa obra, Ulman pretendía probar qué fácil una audiencia puede ser manipulada a través del uso de arquetipos y personajes que han visto antes.
Esta última obra recibió inicialmente críticas negativas por considerar que la artista estaba abandonando su carrera. No fue sino hasta que la exposición terminó, con una publicación en Instagram de una imagen en blanco y negro con una rosa subtitulada "El fin" que empezó a recibir retroalimentación positiva. Más tarde, en 2016, la obra fue escogida para ser parte de la Electronic Superhighway Exhibition en la galería Whitechapel.
En octubre de 2014, durante la Feria Internacional de Arte Contemporáneo de Londres, Ulman presentó la obra The Destruction of Experience (La destrucción de la experiencia). Para la presentación hizo un ensayo en vídeo acerca de la transformación de Justin Bieber de un "adolescente angelical" a un "hombre blanco, macho y heterosexual".
En enero de 2015 presentó Stock Images of War (Imágenes de archivo de la guerra), su primera presentación en solitario en la galería James Fuentes de Nueva York, y que consistía en una instalación de 12 esculturas alambradas, cada una representando una guerra en cada mes.
En 2016 su obra Excellences and Perfections fue seleccionada para ser incluida en la exposición colectiva Performing for the Camera (Actuación para la cámara) en Tate Modern, Londres.
En 2018 Excellences & Perfections fue publicada como libro por Prestel Publishing, incluyendo las publicaciones originales de Instagram y ensayos de la artista alemana Hito Steyerl, el editor Rob Horning y otros.
Ulman ha sido descrita como la primera artista basada en una red social.
En septiembre de 2020, como parte de "Terra Foundation for American Art Series: New Perspectives", Ulman creó un nuevo ensayo en video, llamado Sordid Scandal, para el Tate Modern en Londres.
En 2021 Ulman escribió y produjo la película El Planeta. Se mostró en el Festival de Cine de Sundance.